# 東部自然公園
東部自然公園（とうぶしぜんこうえん）は、徳島県阿南市才見町にある公園。

## 地理
2005年（平成17年）に開園。面積は18,7002。
田園や小高い山に囲まれた公園で、多目的広場や散策道・東屋が整備されている。

## 交通
- JR牟岐線「阿南駅」より車で約5分。